# Der Unschuldige
Der Unschuldige ist ein schweizerisches Filmdrama des Regisseurs Simon Jaquemet aus dem Jahr 2018. Die Hauptdarstellerin Judith Hofmann gewann für ihre Rolle den Schweizer Filmpreis 2019 als beste Darstellerin. Die Premiere feierte der Film am Toronto International Film Festival 2018. In der Schweiz feierte der Film am 31. Oktober 2018 Kinopremiere.

## Handlung
Tierärztin Ruth, mittleren Alters, gehört mit ihrem Mann und ihren zwei halbwüchsigen Töchtern einer charismatischen Freikirche an. Die Leidenschaft zwischen den Eheleuten ist längst erkaltet, das Leben bewegt sich zwischen christlichen Ritualen und floskelhaften Gesprächen. Ruth arbeitet als Anästhesistin in einem Tierlabor, das an Rhesusaffen Versuche zur Kopftransplantation durchführt.
Eines Tages glaubt Ruth auf der Strasse ihren ehemaligen Verlobten Andreas zu erkennen. Andreas wurde 20 Jahre zuvor in einem einseitigen Indizienprozess wegen Mord verurteilt, obwohl er selbst, Ruth und weitere Freunde seine Unschuld beteuerten. Danach ist der Kontakt zwischen ihnen eingeschlafen. Laut Polizei ist Andreas nach seiner Entlassung auf einer Zugreise in Indien tödlich verunglückt, doch nachdem Andreas sie nun sogar in ihrem Haus zum Gespräch aufsucht, weiss sie, dass dieser Mann, mit dem sie immer zusammen sein wollte, noch lebt. Gänzlich aus den Fugen gerät Ruths Leben, als sie ihre Tochter Naomi mit deren Freundin beim heimlichen Sex mit zwei fremden Männern überrascht. Der Grund dafür bleibt im Film offen, es kommt zu keinem klärenden Gespräch. Andererseits hat Ruth mit Andreas bei einem weiteren Treffen ebenfalls leidenschaftlichen Sex. 
Als sie nach langem Zögern ihrem Mann von ihrem Seitensprung mit Andreas berichtet, informiert dieser den Pastor der christlichen Gemeinde und setzt damit eine herzlose Seelsorgemaschinerie in Gang, die nach erfolglosen Gesprächen auf einen erzwungenen Exorzismus hinausläuft – da Andreas offiziell tot ist, muss es wohl der Teufel gewesen sein, der Ruth verführt hat. Ruth kooperiert schliesslich wider besseres Wissen, um dem Druck zu entgehen.
Als sie nach ihrem gesundheitlichen Ausfall im Labor wieder eine Nachtschicht übernimmt, näht sie einen erfolglos transplantierten Affenkopf wieder an den ursprünglichen Körper, legt ihn an einer ihr bedeutsamen Stelle im Wald ab und betet darum, dass er wieder zum Leben erwacht. Nichts geschieht.
Danach versucht sie, sich und ihre Familie mit einer aus dem Labor mitgenommenen Flasche Kohlenstoffdioxid zu vergiften, doch ein zunächst nicht erkennbarer Mann rettet sie. Es ist Andreas. Er knackt ein Auto, und sie fahren gemeinsam ans Meer.
Der Affe im Wald erwacht zum Leben.

## Produktion
Der Film wurde von den Produktionsfirmen 8horses und augenschein filmproduktion produziert.

## Rezeption
Florian Keller lobte den Film in der WOZ als leiser, reifer und mutiger, als der vorherige Film Jaquemets Chrieg. Insbesondere hob er das «grandiose Schlussbild» des Films hervor.
Simone Meier lobte beim Portal Watson die «verblüffend groteske Unterhaltung» und bezeichnete das Vorgängerwerk Chrieg als zwar spektakulärer, aber Der Unschuldige sei «sehr viel verrückter».
Christof Schelb bezeichnete den Film auf dem Portal outnow als «etwas zu lange geraten», lobte gleichzeitig aber Jaquemets Spiel mit dem Zuschauer.
Dario Pollice hob in seiner Besprechung für den Medienverbund CH Media die Leistung der Hauptdarstellerin Judith Hofmann hervor und bezeichnete sie als «Kinoentdeckung des Jahres».
Selim Petersen bezeichnete den Film auf der Website des Schweizer Fernsehens «noch radikaler, noch subjektiver, noch fordernder» als Jaquemets Vorgängerfilm.
Roland Streit vom evangelikalen Mediendienst Livenet kritisierte die Darstellung des charismatischen Christentums und stellte die rhetorische Frage: «Man fragt sich, was der Film bewirken will – ausser krasse Klischees zu transportieren; und wo zu wirklichem Nachdenken angeregt wird, weil er nicht grad eine plakative Antwort mitliefert?»

## Auszeichnungen und Nominierungen (Auswahl)
- 2019: Schweizer Filmpreis – Gewinner in der Kategorie Beste Darstellerin (Judith Hofmann), Nominierungen in den Kategorien Bester Spielfilm, Bestes Drehbuch und Beste Kamera
- 2018: Toronto International Film Festival 2018 – Nominierung für den Platform Prize
- 2019: Deutscher Schauspielpreis – Nominierung Schauspielerin in einer Hauptrolle
- 2019: Neuchâtel International Fantastic Film Festival Nominierung – Bester europäischer Film